# Матч! Футбол 3
Матч! Футбол 3 — общероссийский футбольный телеканал, ранее — общероссийский спортивный телеканал. На стадии основания считался одним из 10 спортивных каналов производства телекомпании «НТВ-Плюс» и шестым по счёту телеканал высокой чёткости из этой же линейки. Телеканал вещает одновременно в стандартном и высоком разрешении.

## История телеканала
Начал своё официальное вещание 18 октября 2013 года, а на платформе «НТВ-Плюс» — на день позже. Первые три дня вещания этого канала сетка вещания практически копировала эфир футбольных каналов «НТВ-Плюс», позже в сетку добавили другие виды спорта.
С 1 октября 2014 года канал сменил свою программную политику со спортивной на футбольную, в связи с чем переименован в «НТВ-Плюс Футбол 3».
В ноябре 2015 года программное наполнение телеканала подверглось изменениям: теперь «НТВ-Плюс Футбол 3» сосредоточился преимущественно на трансляции матчей испанского первенства. В свою очередь, «Футбол 1» начал уделять внимание Чемпионату Англии, а «Футбол 2» — Чемпионату Италии. При этом прямые трансляции с игр Лиги Чемпионов и Лиги Европы остались в сетке вещания всех перечисленных телеканалов.
Название «Матч! Футбол 3» телеканал получил в рамках ребрендинга Дирекции спортивных каналов «НТВ-Плюс» 25 января 2016 года.
В августе 2016 года сетка вещания телеканала полностью состояла из матчей футбольного турнира Олимпийских игр в Рио-де-Жанейро.

## Трансляции
Матчи европейских чемпионатов:
 Немецкая Бундеслига, Вторая Бундеслига
 Серия А
Канал специализируется на показе крупных футбольных соревнований, таких, как:
- Лига Чемпионов и Лига Европы УЕФА
- Чемпионат Европы по футболу
- Чемпионат Мира по футболу

Ранее транслировались
 Экстракласса
 Чемпионат Шотландии
 Суперлига Греции
 Чемпионат Португалии
 Лига 1
 Чемпионат Нидерландов

## Цензура
В 2022 году телеканал «Матч! Футбол 3» цензурировал трансляции матчей немецкой Бундеслиги и других турниров из-за антивоенных лозунгов и надписей в поддержку Украины в связи с российским вторжением. Так, на 13-й минуте была прервана трансляция игры «Боруссия» — «РБ Лейпциг» с заявлением комментатора Игоря Кытманова о несоблюдении Бундеслигой правила «спорт вне политики»,  во время матча «Фрайбург» — «Бавария» включались кадры с трибун при появлении на рекламных щитах антивоенных лозунгов или надписей в поддержку Украины. Прерыванию или цензурированию подвергались и другие матчи.

## Комментаторы
- Александр Аксёнов
- Никита Басынин
- Константин Генич
- Дмитрий Дерунец
- Сергей Дурасов
- Дмитрий Жичкин
- Тимур Журавель
- Семён Зигаев
- Эльвин Керимов
- Игорь Кытманов
- Степан Манаков
- Михаил Меламед
- Станислав Минин
- Михаил Моссаковский
- Роман Нагучев
- Александр Неценко
- Виталий Павлов
- Олег Пирожков
- Александр Пойда
- Кирилл Поляков
- Роман Трушечкин
- Георгий Черданцев
- Артём Шмельков
- Дмитрий Шнякин
- Наталья Юрина

### Бывшие комментаторы
- Алексей Андронов (1999—2016)
- Нобель Арустамян (2010—2021)
- Никита Горшенин (2010—2011)[8]
- Роман Гутцайт (2005—2019)[9]
- Тимур Дагуев (2010—2013)[10]
- Юрий Дудь (2011—2012)[11]
- Дмитрий Дуличенко (1999—2001)
- Александр Еремиев (?—2024)
- Павел Занозин (2008—2017)[12][13]
- Глеб Золотовский (1999—2010)
- Илья Казаков (1999—2001)
- Денис Казанский (2005—2021)
- Филипп Кудрявцев (2014—2019)[14]
- Илья Кузенкин (1999—2005)
- Борис Майоров (1999—2009)
- Владимир Маслаченко (1999—2010)
- Сергей Мещеряков (1999—2001, 2004—2005)[15][16]
- Юрий Розанов (1999–2021)
- Дмитрий Савин (2002—2011)[17]. В январе 2011 года был отстранён от работы на неопределённый срок после комментирования в нетрезвом состоянии матча итальянской серии А сезона 2010/2011 между «Миланом» и «Чезеной»[18], сейчас работает на КХЛ-ТВ.
- Владимир Стогниенко (2001—2002, 2015—2016)[19]
- Александр Ткачёв (1999—2006)[20]
- Василий Уткин (1999—2016)
- Дмитрий Фёдоров (1999—2000[21], 2005—2007)[22][23]
- Савик Шустер (1999—2001)